# DNG/DCL戦車回収車
DNG/DCL戦車回収車は、フランスのルクレール主力戦車をもとにして開発された戦車回収車で、DNGは新世代戦車回収車、DCLはルクレール戦車回収車を意味する。フランス陸軍およびアラブ首長国連邦陸軍で使用されている。

## 開発経緯
アラブ首長国連邦（UAE）は、ルクレールに独自の仕様を施したトロピック・ルクレールの採用を決定したが、それまで同国で使用していたAMX-30D戦車回収車では、クレーンの吊り上げ能力やウインチの牽引能力が不足していることが分かった。そこで、同国は開発元であるGIAT社に対し必要な能力を備えた戦車回収車の開発を依頼、同社はこの要請に基づいてルクレールをもとにDNGを開発した。
一方フランスでは、AMX-40をもとにした戦車回収車を開発する予定だったが、冷戦終結でルクレールの調達計画が1,500輌から400輌に削減され、予定は中止されることとなった。後にルノーTRM-1000 トラックにクレーンとウインチを搭載した回収車を採用したが、これでは性能不足で、新たに戦車回収車を調達する必要性に迫られた。そこで、開発されていたDNG、ヴィッカースのCRARRV、MaKのベルゲパンツァー3などとトライアルを行い、DNGをDCLとして採用を決定した。

## 仕様・装備
DNG/DCLは、ルクレールより車体を延長したため、転輪が片側七輪となっている。
また、戦車型とは異なり、フランス用でもエンジンおよびトランスミッションにはユーロパワーパックを用いている。
車体上部は、右側前部にクレーン基部、左側前部に乗員室、後部は取り外したエンジンなどを載せるための収納部になっており、戦車とは全く異なる構造となっている。

### 回収作業用装備
クレーン
エンジンや砲塔を吊り上げて取り外すため、車体右側にクレーンが装備されている。吊り上げ能力は30.6t。操縦席にあるコントローラーを使い操作する。可動範囲は上下方向には水平から上へ70度、旋回方向には最大で270度。
ウインチ
路外に転落した戦車を引き上げるなどの作業のため、車体前部にウインチが装備されている。牽引能力は35.7tで、プーリータックルを使うことで牽引能力をおよそ107tまで増やすことができる。
ドーザー
ブルドーザーのように土を押し出したり、あるいはクレーンで物を吊り上げる時に安定させるため、車体前部にドーザーがついている。

### 武装
車長ハッチにはH2HB 12.7mm重機関銃が、また、車体前部、中央部、後部にはルクレールと同じGalix 防御システム（擲弾発射装置）が装備されている。

### オプション
K2D地雷除去装置
本車には地雷除去作業を行うため、地雷除去装置を装着することができる。装置は以下のもので構成される。
マインプラウ
前方の地面に埋まっている地雷を掻きだすための大きな鋤で、車体前部に取り付ける。
電磁地雷除去装置
前方に埋まっている磁気反応地雷を誘爆させ処理するための電磁気発生装置で、マインプラウに取り付ける。
地雷除去ロケット
地雷原を爆破処理して道を作るための装置で、爆薬付のロケットを飛ばし、地雷を爆破処理する。車体上部の後部につける。
目印発射器
車体左右に取り付けられるもので、地雷が除去された道を示すための印を、作業した場所の左右両端に打ち込んでいく。
対戦車地雷散布装置
対戦車地雷を散布するためのもので、車体上部の後部に搭載する。最大で600発の地雷を散布でき、5分で2,400の地雷原を作ることができる。
補助動力装置
取り外し可能なディーゼル発電装置をオプションでつけられる。